# Артленбург
Артленбург (нім. Artlenburg) — громада в Німеччині, розташована в землі Нижня Саксонія. Входить до складу району Люнебург. Складова частина об'єднання громад Шарнебек.
Площа — 11,85 км2. Населення становить 1782 ос. (станом на 31 грудня 2021).